# حصار (تاجیکستان)
حصار (به تاجیکی: Ҳисор) یا حصار شادمان یا شومان از شهرهای تاجیکستان در باختر این کشور است.

## مکان جغرافیایی
حصار در ۳۰ کیلومتری باختر شهر دوشنبه نهاده‌است. در باختر حصار، رود قره تاغ و در جنوب خاوری آن، رودخانه کافر نهان جاری است. رودخانه خانقاه و کنال حصار از میان شهر می‌گذرند.

## تاریخ
پیش از هجوم عرب‌ها، این شهر شومان نام داشته‌است. برخی جغرافی دانان قدیم، از شومان در شمار توابع قبادیان، یاد کرده‌اند.
گمان می‌رود تمدن حصار، به جامعه بروشسکی، که در هزاره سوم پیش از میلاد، در منطقه گسترده‌ای ساکن بودند، وابستگی داشته‌است. مردم جامعه بروشسکی، به زبان بروشسکی که از زبان‌های تک‌خانواده است، سخن می‌گویند.
در ۹۱ق قتیبة بن مسلم به حصار رفت و آنجا را در میان گرفت، چرا که حکمرانان حصار، کارگزار قتیبه را از آنجا بیرون رانده و خراجی را که هر سال به قتیبه می‌پرداخت متوقف کرده بود.
ابراهیم بیگ، آخرین حکمران حصار، پس از نبرد با نیروهای شوروی، سرانجام در سال ۱۹۲۶ شکست خورده و به افغانستان گریخت. پس از آن، حصار در تقسیمات کشوری اتحاد جماهیر شوروی به جمهوری تاجیکستان پیوست.